# Фронт (Италия)
Вижте пояснителната страница за други значения на Фронт.
Фро̀нт (на италиански и на пиемонтски: Front) е село и община в Метрополен град Торино, регион Пиемонт, Северна Италия. Разположено е на 270 m надморска височина. Към 1 януари 2023 г. населението на общината е 1586 души, от които 95 са чужди граждани.

## География
Селото, което стои в подножието на скромен хълмист израстък, обърнат към равнината, е запазило селския си отпечатък, без да се оставя да бъде повлиян от промените на времето, както се вижда от липсата на признаци на разширяване на сградите. Намира се в района на Канавезе.
Населението живее предимно в столицата на общината; останалата му част е разпределено в местностите Черети и Грандже, в по-малкото градско ядро Ривера, както и в разпръснати къщи. Територията има вълнообразен геометричен профил, със слабо изразени височинни колебания.
Граничи със следните 7 общиниː Вауда Канавезе, Ривароса, Сан Франческо ал Кампо, Бузано, Фаврия, Сан Карло Kaнавезе, Олянико. Отстои на 22 km от Торино и на 120 km от Милано.
Към 1 януари 2023 г. населението на общината е 1586 души, от които 95 чужди граждани, сред които преобладават тези на Румъния (71 души). Български граждани липсват.

## Топоним
Топонимът произлиза от формата Frontem, засвидетелствана от 1213 г., без графична вариация.
Според Бертолоти произлиза от латинското frons, т.е. клончета с листа. Според други от Castrum frontis, с ясна препратка към древния замък от лангобардски произход, който се е намирал на Брико дела Торе – хълмът, който гледа към настоящия дом за възрастни хора; или на факта, че селото е "отпред" (frontе) на отсрещната Канавезанска низина. През годините се е затвърдил надписът „Castrum Frontis“, който фигурира и върху герба на Общината.

## История

### Средновековие
Теодолинда, вдовица на лангобардския крал Аутари, се омъжва за херцога на Торино Агилулф през 590 г. и с помощта на Свети Григорий Велики го обръща в Католицизма, а с него и целия лангобардски народ. Именно в този период лангобардите се установяват във Фронт, изграждайки замъка или, според някои, възстановявайки го върху останките на римски или келтски/лигурски пост. В подножието на хълма изникват първите къщи, които дават началото на Фронт.
Карл Велики, който идва в Италия през 772 г., побеждава лангобардите и разделя Пиемонт на пет окръга, като Фронт е определен за този на Торино като важна гранична зона с този на Ивреа. Смъртта на Карл III през 888 г. бележи началото на разпадането на Каролингската империя и появата на графовете на Канавезе на сцената на Канавезе. Те произхождат от графовете на Помбия, които преместват зоната си на влияние от района на Верчели в района на Канавезе. Крал Ардуин от Ивреа, коронясан за крал на Италия в Павия на 15 февруари 1007 г., се нарича още „граф на Канавезе“. Той се смята за родоначалник на фамилиите Валперга и Сан Мартино – семейства, доминирали тези земи векове наред. Фронт е прерогатив на семейство Сан Мартино и те го държат до XIX век.
Първото споменаване на Фронт е от 1074 г. Абатство Фрутуария в Сан Бениньо посочва сред преките си зависимости църквата „Свети Солутор“ от Фронт. Първото документиран представител на благородниците Сан Мартино ди Фронт е Енрико I, абат на Фрутуария от 1181 до 1192 г. През 1190 г. той получава юрисдикцията над църквата „Санта Мария Магдалена на Фронт“ от Гуидо, епископ на Ивреа. Замъкът на Фронт се споменава за първи път през 1211 г. Според Дела Киеза той е принадлежал на семействата Каворети, Грибалда и Чезия, които го продават през 1211 г. на Джакомо Сан Мартино ди Фронт, който вече притежава част от него.
На 11 март 1263 г. господарите на Фронт Федерико и Бон Джовани участват в споразумението между градовете Ивреа, Павия и Верчели за потискане на явлението „Беровиери“ (улични крадци). В този документ с "Frons Cum Castellata" се споменават 34 души, а сред фамилните имена, които все още съществуват, са Перино и Каня.
Фронт участва в битката между родовете Сан Мартино и Валперга през 1300 г. През 1339 и 1362 г., неспособни да завладеят замъка, Валперга плячкосват околностите и на 22 юли 1378 г. атакуват Барбания, чийто замък е държан от господарите на Фронт. Последният значителен сблъсък е на 7 декември 1383 г. близо до сегашната ферма Бабиасо, близо до Грандже ди Фронт.
Между 1386 и 1391 г. явлението Тукинаджо се разпространява в района на Канавезе – въстание на народа срещу тиранията на графовете на Канавезе. То носи разрушение в цялата територия. Замъкът е нападнат през 1387 г. и Иблет дьо Шалан, командир на Графа на Савоя Амадей VII, се втурва да го защитава. След като бунтът е потушен, на 2 август 1397 г. семействата Валперга и Сан Мартино подписват мирен договор в Ривароло пред комисаря на Графа на Савоя, като в същото време стават васали и се заклеват във вярност, като на практика се отказват от своята независимост.
Семейство Сан Мартино получава инвеститурата на Фронт, както и на други земи, през 1406 и 1466 г.

### XVI векː известност
В началото на XVI век Пиемонт се оказва въвлечен във войната, избухнала между Франция и Испания и техните съюзници. През 1522 г. испанците отиват от Ивреа във Фронт, нанасяйки щети на замъка. През 1538 г. французите, които се заселват в Торино две години по-рано, повреждат много замъци, за да не бъдат използвани от противниковата страна. И този на Фронт, разположен на Брико дела Торе, е разрушен и никога не възстановен, защото кастеланите живеят другаде.
На 12 октомври 1592 г. Джан Антонио ди Фронт, граф Сан Мартино д'Алие, получава наследството на Барбания, като плаща на Херцога на Савоя Карл Емануил I 500 златни скуди. През 1603 г. Николо Сан Мартино д'Алие и през 1606 г. граф Джовани Батиста Сан Мартино, владетел на Фронт и Барбания, с благородниците Моло, получават концесия на мястото на Барбания.
XVI век е период на промени и известност за Фронт поради изграждането на новия ваканционен замък/вила от сем. Сан Мартино д'Алие. Собствеността и графската титла идват у тях чрез бракове или наследство. Работата, започната около 1630/1640 г. от граф Джулио Чезаре Сан Мартино д'Алие, продължена от брат му маркиз Манфредо Сан Мартино ди Одзеня, е завършена от Отавиано Антонио Сан Мартино д'Алие, маркиз на Сан Джермано и граф на Фронт (брат на известния Филипо). Конструкцията е подробно описана от Дела Киеза през 1655 г. в неговата „История на Пиемонт“ и в друга книга, отпечатана от Савойците в Амстердам през 1662 г. От тази книга пише: „В района Канавезе близо до потока Малоне се издига хълм, а в подножието му се намира град Фронт. По средата на хълма, върху еспланада, е построен великолепен дворец, състоящ се от три еднакво красиви сгради, всички с градини около тях. Вляво от двореца се образува белведере, поддържано от бели мраморни колони, със статуя на Херкулес над нея. От двора на централния дворец една алея водеше към овална платформа, от която се слизаше в нещо като пещера, облицована с миди и с Нептун в центъра. От устата и ушите чиста вода падна във вана. По-нататък, на север, имаше друга пещера, увенчана с четири кули, в основата водата течеше от глава на дракон, която се събираше в малък канал и се озоваваше в пещерата на Нептун.“ Известността на Замъка на Фронт се дължи на факта, че херцогинята на Савоя отсяда там няколко пъти: Кристина Френска (вдовица на херцог Виктор Амадей I), известна като „Кралска мадам“ или по-често „Мадам Кристина“, с децата си и двора. Традицията разказва за любовните й връзки в този замък и е известно, че по това време тя е била свързана сантиментално и политически с граф Филипо Сан Мартино д'Алие, брат на маркиза на Сан Джермано.
Престоят на Савойския двор с набора от тържества, организирани от Филипо д'Алие (наричан „Филиндо Постоянният“) в чест на херцог Карл Емануил II и неговата майка Кристина Френска, води до значително увеличение на населението поради необходимостта от слуги в услуга на благородниците и от персонал, отговорен за поддръжката на сградата; възможно е градската структура също да се е адаптирала към новите нужди.

### XVII –XIX векː упадък
XVIII век бележи края на златния век на Фронт поради войната, която шокира Европа след смъртта на Карлос II от Испания с участието на Савойското херцогство. По време на репресиите, предшестващи обсадата на Торино, на 12 май 1705 г. френските войски разграбват замъка на Фронт, оставяйки само входната сграда на замъка непокътната. След мира статуите, които остават непокътнати, и всичко, което може да бъде взето, са отнесени в замъка в Алие.
През XVIII век собствеността върху замъка и феодалната юрисдикция на общностите на Фронт и Вауда са разделени между древния клон на графовете Сан Мартино ди Фронт и съпътстващия дом Сан Мартино ди Сан Джермано (потомци на собствениците, живели там през XVII век).
XIX век носи окончателното изчезване от Фронт на семейство Сан Мартино и техните потомци. На 25 август 1825 г. маркиза Ортензия дьо Тревил, графиня на Фронт продава всичките си имоти във Фронт на граф Ото Лоренцо ди Монтьо (Савоя). На 22 юли 1840 г. той оставя всичките си имоти на четирите си дъщери, а на 3 септември 1840 г. дъщеря му Ирма получава това, което той притежава във Фронт. Новата кастеланка, след като овдовява, продава имотите във Фронт на 19 март 1866 г. на три лица.
На 16 юни 1865 г. приключва 10-годишният спор между маркиз Раймондо Сан Мартино ди Сан Джермано и Община Фронт относно плащането на годишна сума. Фронт плаща 300 лири за последен път и маркизът се отказва от всякакъв акт или феодални права, запазвайки само това на патронажа за назначаването на енорийския свещеник на Фронт; отказ, който е окончателно направен през 1858 г. от инж. Казимиро Сан Мартино д'Алие, маркиз на Сан Джермано, граф на Фронт и Вауда. С този акт се прекратява вековната връзка между благородническото семейство Сан Мартино и Фронт.
Замъкът, след няколко смени на собствеността, е закупен през 1910 г. от инж. Джузепе Дестефанис от Вауда. През 1922 г. той започва реставрационни работи, които коренно променят предишната структура. Имотът вече е бил реставриран от семейство Каноника, един от предишните собственици. Дестефанис, починал през 1926 г., със завещанието си завещава имота на Община Фронт, със земя и пари, така че след необходимите адаптации да може да се използва като дом за пенсиониране на бедни и неработоспособни стари хора, както се случва и все още е. Разширенията, извършени през годините, водят имота до сегашната му конфигурация. Докато руините на останките от комплекса от сгради, известен като „Мадам Кристина", все още се виждат в гъстата просека на гората, останките от древния лангобардски замък (на Брико дела Торе) са премахнати с намаляването на хълма през 1964 г., за да се избегне евентуално свлачище.

## Икономика
Фронт основава икономиката си на земеделски и промишлени дейности. 
Селското стопанство, което все още играе важна роля в местната икономика, се основава на производството на зърнени култури, пшеница, зеленчуци, грозде и други плодове; част от населението се занимава и с животновъдство: отглеждат се говеда, свине, кози и птици. Индустрията се състои от компании, които оперират в следните сектори: хранително-вкусов, механичен, дървообработващ, хартиен, химически продукти, преработка на каучукови и пластмасови изделия, металургичен и строителен. Присъствието на третичния сектор е скромно: по-квалифицирани услуги, като банкови, липсват, но дистрибуторската мрежа все още е достатъчна, за да задоволи първичните нужди на населението.

## Забележителности

### Религиозна архитектура

#### Енорийска църква „Света Мария Магдалена“
Според легендата църквата (Parrocchiale di Santa Maria Maddalena) е основана чрез намесата на третия син на крал Ардуин, на име Гвидо (Виберт), но няма доказателства за това.
Първият документ за нея е от 1190 г., когато абатът на Фрутария Енрико I дей Сан Мартино ди Фронт има юрисдикция над тази църква. Вероятно тя вече е стояла на мястото на сегашната, макар и по-малка. През 1329 г. Дон Микеле е енорийски свещеник, наследявайки Дон Алберто, който също управлява църквата „Сан Николао ди Вауда“.
Енорията на Фронт принадлежи към Епархията на Ивреа и на 7 юли 1817 г. се присъединява към тази на Торино.
Сградата през вековете е преустройвана няколко пъти: разширяване на хора, преместване на главния олтар, изграждане на сакристията, реконструкция на страничните олтари и последната, най-забележителна – нова монументална фасада от 1924 г., работата на Гардето Доменико по дизайн на инж. Дестефанис.
Интериорът се състои от три нефа; централният с главния олтар, двата странични с олтарите на Свети Петър/Свети Филип Нери и Свети Йосиф, на Непорочното зачатие и на Благовещението. През 1890 г. олтарите от XVII век на Мадона дел Кармине и Мадона дел Розарио са разрушени, за да се построят тези на Свети Йосиф и на Непорочното зачатие. Ценни са щукатурите на параклисите, където някога са стояли разрушените олтари; на една все още има герб на Сан Мартино.
В параклиса на Свети Петър/Свети Филип Нери има ценна картина на Бартоломео Караволя, подписана и датирана от 1670 г.; друга, датирана от 1670 г. и приписвана на същия художник, е в сакристията, е била над разрушения олтар на Параклиса на Кармин. В параклиса на Непорочното зачатие има картина от 1748 г. на художника Рейнеро и тя е преработвана няколко пъти през годините. Една картина също гледа към Олтара на Благовещението и е от 1904 г. – дело на художника Анджело Негро, поръчана от семействата Мото ди Грандже, покровители на олтара.
Статуите на Мадона дел Розарио от скулптора Рампоне от 1698 г. са с отлична изработка, докато статуята на Света Мария Магдалена е от 1862 г.

#### Параклис на Свети Доминик
Датата на построяване на параклиса (Cappella di San Domenico) е неизвестна, но той е посочен в поземления регистър от 1739 г. и е част от Енорията на Фронт. Разширен през 1765 г. и реставриран на няколко пъти; той се управлява от администратори, чиито документи/сметки започват през 1792 г. и достигат до наши дни.
През 1818 г. в него е поставена икона; през 1869 г. е ред на красивата статуя на Мадоната и през 1890 г. на тази на Свети Доминик – ценна дървена скулптура, заместваща тази от папиемаше.
На 17 октомври 1930 г. кметът на Барбания, адвокат Виторио Ферери, забранява достъпа до параклиса, тъй като не е безопасен. Главите на семейството с нотариален акт от 31 декември 1930 г. постановяват възстановяването му. В навечерието на Деня на Вси светии през 1931 г. параклисът е готов за богослужение и цялото население допринася за разходите от 36 000 лири.
През годините той е допълнително украсяван и обогатен, като последната интервенция е през 1995 г. и съвпада с пасторското посещение на кардинал Джовани Салдарини.

#### Параклис на Свети Рох
Параклисът (Cappella di San Rocco) е построен около XVII век; той също се появява в поземления регистър от 1739 г. и е свързан с Eнорията на Фронт.
Енорийският свещеник Дон Молинари през 1840 г. описва обзавеждането, което включва, между другото, иконата със Света Богородица, Свети Рох и Свети Мавър; над олтара на Свети Лудвиг има картина, изобразяваща светеца и нишите на светиите Рох и Мавър.
През 1890 г. дървеният олтар е заменен с мраморен, а през 1939 г. поради интереса на семействата Мото е издигнат олтарът на Сантисима Анунциата.
На 26 януари 1934 г. кардинал Маурилио Фосати издига капеланството на Свети Рох в автономна енория. Последният свещеник, който живее постоянно в Грандже, е дон Винченцо Панса, когато през 1959 г. е назначен и за ректор на Ривароса.

#### Параклис на Свети Антоний Абат
Съществуването на параклиса  (Cappella di Sant'Antonio Abate) се съобщава в поземления регистър от 1739 г. покрай стария път за селцето Грандже. На 22 май 1752 г. кардинал деле Ланце, абат на Фрутуария, го обявява за неофициален, тъй като заплашва от разорение. Община  Фронт с решение от 4 януари 1764 г. решава да възстанови параклиса на ново място. Завършен е едва през 1793 г. от Бартоломео Джилардино от Сан Бениньо въз основа на дизайна на арх. Феличе Мария Морари от Торино. На следващата година е поръчано платно на художника Джузепе Паладино и е поставено в параклиса през януари 1795 г.
Намира се в близост до гробището и е ценен градеж в стил Рококо. Собственост на общината, той е реставриран няколко пъти през годините; последните работи датират от 2001 г. и също включват реконструкция на околното пространство. За съжаление крадци на няколко пъти опразват църквата и унищожават картината.

## Образование
- Една държавна детска градина
- Едно държавно начално училище (от 1-ви до 5-и клас вкл.)
- Средните училища от първа степен (от 6-и до 8-и клас вкл.) са в Сан Франческо ал Кампо, Фаврия, Сан Карло Канавезе и Ривароло Канавезе, а тези от втора степен (от 9-и до 11-и или 12 клас вкл.) – в Ривароло Канавезе

## Спорт
- Общинско спортно игрище
- Тенис клуб „Форти Лав“